# Prefectura de Nagano
La prefectura de Nagano (長野県 Nagano-ken?) está ubicada en la isla de Honshū, Japón. La capital es la ciudad de Nagano.

## Geografía
Nagano es una prefectura del interior y limita con más prefecturas que cualquier otra en Japón, limita con la prefectura de Gunma, la prefectura de Saitama, la prefectura de Yamanashi y la prefectura de Shizuoka al este, la prefectura de Niigata al norte, la prefectura de Toyama y la prefectura de Gifu al oeste y prefectura de Aichi al sur. Nagano contiene el punto más alejado del mar en todo Japón; este punto se encuentra dentro de la ciudad de Saku. Las montañas de la provincia la han hecho relativamente aislada, y muchos visitantes vienen a Nagano por sus centros turísticos de montaña y aguas termales. Nueve de las doce montañas más altas de Japón se encuentran en Nagano y uno de sus lagos, el lago Kizaki, es un balneario popular por sus atracciones y juegos acuáticos.

### Ciudades
| - Azumino - Chikuma - Chino - Iida - Iiyama - Ina - Komagane | - Komoro - Matsumoto - Nagano (capital) - Nakano - Okaya - Ōmachi | - Saku - Shiojiri - Suwa - Suzaka - Tōmi - Ueda |

### Pueblos y villas
| - Distrito de Chiisagata Aoki Nagawa - Distrito de Hanishina Sakaki - Distrito de Higashichikuma Asahi Chikuhoku Hata Ikusaka Omi Yamagata - Distrito de Kamiina Iijima Minamiminowa Minowa Miyada Nakagawa Tatsuno - Distrito de Kamiminochi Iizuna Nakajō Ogawa Shinano Shinshūshin | - Distrito de Kamitakai Obuse Takayama - Distrito de Kiso Agematsu Kiso (villa) Kiso (pueblo) Nagiso Ōkuwa Ōtaki - Distrito de Kitaazumi Hakuba Ikeda Matsukawa Otari - Distrito de Kitasaku Karuizawa Miyota Tateshina - Distrito de Minamisaku Kawakami Kitaaiki Koumi Minamiaiki Minamimaki Sakuho | - Distrito de Shimoina Achi Anan Hiraya Matsukawa Neba Ōshika Seinaiji Shimojō Takagi Takamori Tenryū Toyooka Urugi Yasuoka - Distrito de Shimominochi Sakae - Distrito de Shimotakai Kijimadaira Nozawaonsen Yamanouchi - Distrito de Suwa Fujimi Hara Shimosuwa |

## Economía
La economía se basa principalmente en la agricultura, aunque recientemente el turismo rural ha aumentado durante los últimos años.

## Cultura
Las montañas al norte de Nagano ofrecen la posibilidad del turismo invernal, con grandes superficies donde esquiar o caminar.
También resaltan sus templos donde la paz es la especial protagonista.

## Turismo
Gracias a sus espléndidas áreas montañosas, y al alto reconocimiento internacional debido a los Juegos Olímpicos de Invierno de 1998 que tuvieron lugar en la prefectura, el turismo en Nagano se especializa en deportes invernales, como el esquí, patinaje sobre hielo y snowboarding. Cuenta con un gran número de resorts de esquí, hoteles, y tours dedicados a dichas actividades, que atraen a cientos de turistas todos los años. Además del atractivo deportivo que posee, Nagano también cuenta con lugares de interés histórico y cultural, como el templo Zenko-Ji (fundado hace 1400 años), el templo Iwamatsu-en, en el que se encuentra el Ho-ou-zu, el castillo de Matsumoto (uno de los tesoros nacionales de Japón), y muchos otros. También se destacan atractivos naturales como los lagos Kizaki y Suwa.